# Sojuz TMA-12
La Sojuz TMA-12 è stata una missione con equipaggio diretta verso la Stazione spaziale internazionale. Ha portato in orbita l'equipaggio Expedition 17.

## Equipaggio
| Ruolo                | Equipaggio al lancio                               | Equipaggio all'atterraggio                         |
| -------------------- | -------------------------------------------------- | -------------------------------------------------- |
| Comandante           | Sergej Volkov, Roscosmos Expedition 17 Primo volo  | Sergej Volkov, Roscosmos Expedition 17 Primo volo  |
| Ingegnere di volo 1  | Oleg Kononenko, Roscosmos Expedition 17 Primo volo | Oleg Kononenko, Roscosmos Expedition 17 Primo volo |
| Partecipante al volo | Yi So-yeon, KARI Primo volo                        | Richard Garriott, SA Turista Primo volo            |

### Equipaggio di riserva
| Ruolo                | Equipaggio                | Equipaggio                |
| -------------------- | ------------------------- | ------------------------- |
| Comandante           | Maksim Suraev, Roscosmos  | Maksim Suraev, Roscosmos  |
| Ingegnere di volo 1  | Oleg Skripočka, Roscosmos | Oleg Skripočka, Roscosmos |
| Partecipante al volo | San Ko, KARI              | San Ko, KARI              |

## Missione
La missione è partita dal cosmodromo di Baikonur l'8 aprile 2008 alle ore 13:16 CEST portando in orbita due componenti del diciassettesimo equipaggio della ISS (Volkov e Kononenko) e la prima cosmonauta sudcoreana, Yi So-yeon, che, secondo la NASA, detiene anche il record di più giovane astronauta donna della storia. Un'altra particolarità è rappresentata dal comandante Sergej Volkov, primo astronauta di seconda generazione: suo padre Aleksandr partecipò a tre missioni spaziali tra il 1985 ed il 1992.